# ウィートン大学
ウィートン大学（ウィートンだいがく、英語: Wheaton Colleage）は、アメリカ合衆国イリノイ州ウィートンにある、私立の福音主義のリベラルアーツ大学。シカゴから40km西に位置する。

## 沿革
- 1860年　設立される。初代学長はジョナサン・ブランチャード。
- 1882年　息子のチャールズ・A・ブランチャードが学長になる。

## 学部・専攻
- 人類学（Anthropology）[2]
- 応用保健学（Applied Health Science）
- 教養学（Art）
- 聖書学・神学（Biblical and Theological Studies）
- 生物学（Biology）
- 経営学・経済学（Business and Economics）
- 化学（Chemistry）
- 中国語（Chinese - Mandarin）
- クリスチャン養成・ミニストリー（Christian Formation and Ministry）
- 言語学（Languages）
  - 現代言語（Mordan Languages）
    - 英語（English）
    - フランス語（French）
    - スペイン語（Spanish）

  - 古典言語（Classical）
    - ヘブル語（Hebrew）
    - ギリシャ語（Greek）
    - ラテン語（Latin）
- コミュニケーション学（Communication）
- コンピューター科学（Computer Science）
- 経済学（Economy）
- 教育学（Education）- 初等・中等教育（Elementary and Secondary）
- 工学（Engineering）
- 環境科学（Environmental Science）
- ドイツ研究（German Studies）
- 地質学（Geology）
- 医療学（Health Profession）
- 歴史学（History）
- 学際研究（Interdisciplinary Studies）
- 国際関係（International Relations）
- 数学（Mathematics）
- 音楽（Music）
- 看護学（Nursing）
- 哲学（Philosophy）
- 物理学（Physics）
- 政治学（Political Science）
- 心理学（Psychology）
- 社会学（Sociology）
- 都市研究（Urban Studies）

## 卒業生
- ビリー・グラハム 1918-2018（世界的伝道者）
- ハロルド・リンゼル 1913-1998 フラー神学大学の創立者
- ジョン・パイパー 1946- 牧師、神学者
- フィリップ・ヤンシー1949-（作家）
- 坂西志保 1896-1976 学者、評論家。
- 舟喜信 1928-2008（元聖書宣教会会長、元日本福音同盟理事長）
- 増田誉雄 1929-2010（経堂めぐみ教会牧師）
- 湊晶子 1932-（元東京基督教大学教授）
- 園田邦夫 1932-2017 元日本語英国教会牧師
- 重松謙 1966- バンクーバー テンス教会主任牧師
- 杉本玲子　町田クリスチャン・センター教育牧師